# Schwingetal (Landschaftsschutzgebiet)
Das Schwingetal ist ein Landschaftsschutzgebiet in der niedersächsischen Hansestadt Stade und den Gemeinden Fredenbeck und Kutenholz in der Samtgemeinde Fredenbeck sowie der Gemeinde Heinbockel in der Samtgemeinde Oldendorf-Himmelpforten im Landkreis Stade.

## Allgemeines
Das Landschaftsschutzgebiet mit dem Kennzeichen LSG STD 025 ist rund 1.502 Hektar groß. Es ist größtenteils Bestandteil des 2004 ausgewiesenen, 1.961 Hektar großen, gleichnamigen FFH-Gebietes. Es grenzt vielfach an das Landschaftsschutzgebiet „Schwinge und Nebentäler“. Im Nordosten grenzt es an das Landschaftsschutzgebiet „Schwingewiesen“ im Stader Stadtgebiet. Im Süden von Stade grenzt das Landschaftsschutzgebiet an das Naturschutzgebiet „Barger Heide“ sowie südlich von Stade an die Naturschutzgebiete „Steinbeck“, „Deinster Mühlenbach“ und „Fredenbecker Mühlenbach“. Im Westen schließt sich das auf dem Gebiet des Landkreises Rotenburg (Wümme) liegende Naturschutzgebiet „Schwingetal“ an. Die Schutzgebietsverordnung wurde am 17. Dezember 2012 beschlossen. Zuständige untere Naturschutzbehörde ist der Landkreis Stade.

## Beschreibung

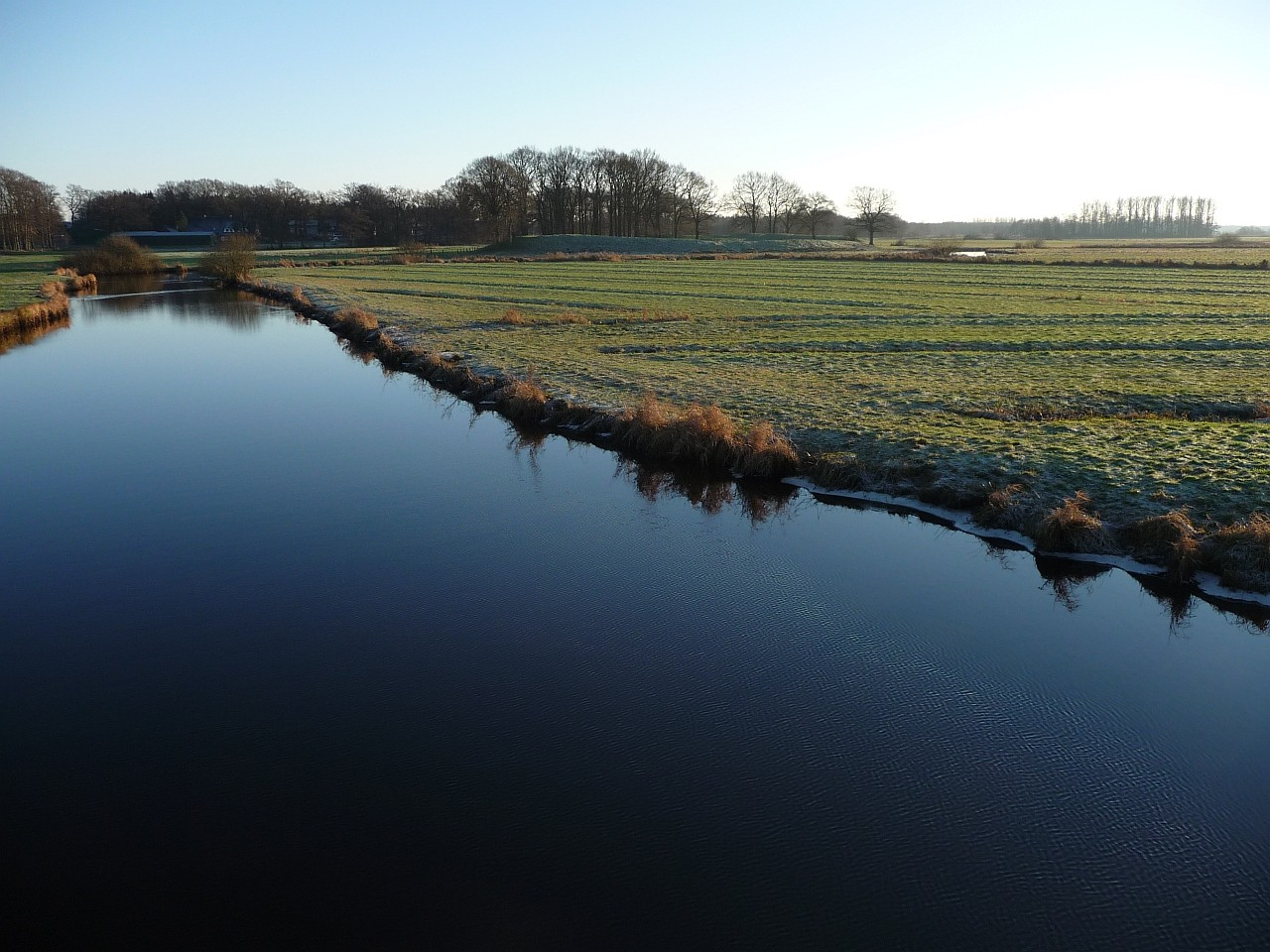
Schwinge und Schwedenschanze südöstlich von Stade

Das Landschaftsschutzgebiet erstreckt sich entlang der Schwinge von Stade bis zur Landesgrenze des Landkreises Stade mit dem Landkreis Rotenburg (Wümme) zwischen Stade und Bremervörde. Es beinhaltet den mäandrierenden Verlauf der Schwinge sowie Teile der Niederung mit den der Schwinge zufließenden Nebenbächen und Teile der sich anschließenden Talhänge. Die Schwinge wird streckenweise von Gehölzen, Hochstaudenfluren und Rieden begleitet. Sie zeichnet sich durch flutende Wasservegetation sowie einer wechselnden Sohle mit sandigen und kiesigen Abschnitten aus. In Stillgewässern wie den Altarmen südlich der Bundesstraße 73 siedeln Laichkraut- und Froschbissgesellschaften.
Große Teile des Landschaftsschutzgebietes werden von Grünland unterschiedlicher Nutzungsintensität und Feuchtegrade eingenommen. Dazwischen sind ungenutzte oder nur extensiv genutzte Flächen zu finden. Niedermoorbereiche sind von zahlreichen Gräben durchzogen. Die Grünlandbereiche zeichnen sich teilweise durch Hochstaudenfluren, Sauergras-, Binsen und Staudenrieden sowie Röhrichte aus. In die Grünlandbereiche sind kleine Au- und Moorwälder eingestreut. Die Au- und Moorwälder werden in erster Linie von Erlen, Eschen und Birken gebildet. Entlang der Talhänge stocken teilweise alte Buchen- und Eichen-Hainbuchenwälder. Auf trockenen Binnendünen sind stellenweise Sandheiden mit Besenheide und Ginster sowie Magerrasen mit Silbergras und Straußgras. Stellenweise sind im Landschaftsschutzgebiet auch feuchte Heiden mit Glockenheide zu finden. Die Biotope im Landschaftsschutzgebiet sind teilweise unabhängig von der Schutzgebietsverordnung als gesetzlich geschützte Biotope gemäß § 30 Bundesnaturschutzgesetz geschützt.
Das Landschaftsschutzgebiet ist Lebensraum des Fischotters sowie von Fluss- und Bachneunauge sowie potentiell des Lachses. Teile der Grünlandbereiche bieten verschiedenen Wiesenvögeln einen geeigneten Lebensraum.
Das Landschaftsschutzgebiet wird in Stade von der Bahnstrecke der Niederelbebahn sowie der Bundesstraße 73 gequert. Weiterhin verlaufen hier mehrere Wege durch das Landschaftsschutzgebiet. Flussaufwärts wird das Schutzgebiet nur von der Kreisstraße 1 zwischen Schwinge und Fredenbeck, der von Mulsum zur Bundesstraße 74 verlaufenden Kreisstraße 2 sowie zwei öffentlichen Straßen nördlich von Mulsum gequert. Eine weitere Straße quert das Landschaftsschutzgebiet im Bereich der Heidbeck im Süden von Stade. Im Bereich der Heidbeck ist das Landschaftsschutzgebiet von der Wohnbebauung des Stader Ortsteils Barge unterbrochen. In der Nähe von Stade liegt die Schwedenschanze, eine frühmittelalterliche Wallburg, im Landschaftsschutzgebiet.
Das Landschaftsschutzgebiet ersetzt Teile des vormals rund 3.500 Hektar großen Landschaftsschutzgebietes „Schwinge und Nebentäler“, das sich entlang der Schwinge erstreckte, sowie den größten Teil des vormals rund 42 Hektar großen, nördlich des Bahndamms der Niederelbebahn liegenden Landschaftsschutzgebietes „Schwingewiesen“ in der Hansestadt Stade. Insbesondere der Bereich nördlich des Bahndamms hat eine große Bedeutung als städtischer Naherholungsbereich, aber auch weitere Teile der Niederung dienen der Naherholung.
Große Teile des Schwingetals sollen als Überschwemmungsgebiet der Schwinge ausgewiesen werden.